# بلاف‌ویو (ویسکانسین)
بلاف‌ویو (به انگلیسی: Bluffview) یک منطقهٔ مسکونی در ایالات متحده آمریکا است که در Sumpter واقع شده‌است. بلاف‌ویو ۷۴۲ نفر جمعیت دارد و ۲۶۲٫۱۳ متر بالاتر از سطح دریا واقع شده‌است.